# Juegos Nómades Mundiales

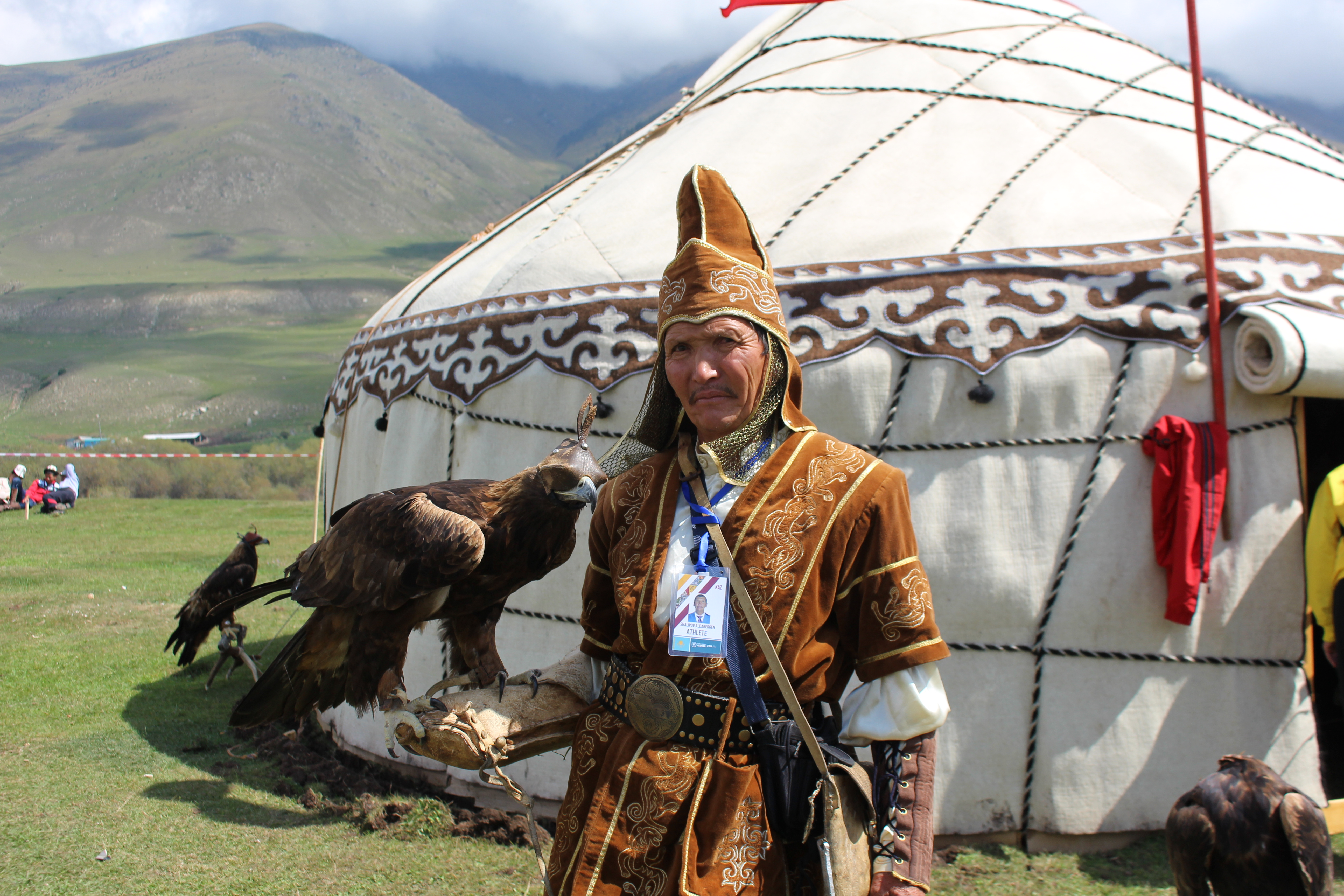
Atleta con un halcón y atleta en los Juegos Nómades Mundiales

Los Juegos Nómades Mundiales (en kirguís: Дүйнөлүк көчмөндөр оюндары) son una competición deportiva internacional dedicada a los deportes étnicos que se practican en Asia Central. Los tres primeros Juegos Nómades Mundiales se llevaron a cabo en Cholpon-Ata, Kirguistán; la cuarta edición se llevó a cabo en Nicea, Turquía en 2022 y la quinta edición se llevó a cabo en Astaná, Kazajistán, en 2024. 
Durante el cierre de la cuarta edición se anunció que los próximos Juegos Nómades tendrán lugar en Kirguistán.

## Deportes y disciplinas
Fuente: http://worldnomadgames.com/en/sport/
- Alysh, una especie de lucha libre con cinturón;
- Arkan Tartysh, una especie de juego de la soga;
- Ashyrtmaly Aba Gureshi, lucha tradicional turca;
- At Chabysh (en kirguís: Ат чабыш), una forma de carrera de caballos;
- Bökh, lucha tradicional mongola;
- Er Enish, una especie de lucha libre sobre caballos;
- Goresh, lucha tradicional de cinturones turcomana;
- Gushtini Milli Kamarbandi, lucha tradicional de cinturones tayika;
- Gyulesh, lucha tradicional azerí;
- Kok-boru, un deporte similar al buzkashi, donde los jinetes luchan por el cadáver de una cabra;
- Kurash, lucha tradicional con variedades kirguisa y uzbeca;
- Kuresi, lucha tradicional kazaja;
- Magnala, juego de estrategia turco de la familia de los juegos mancala;
- Mas-wrestling, lucha tradicional yakuta donde ambos contendientes tiran de un objeto (usualmente un palo) con el fin de sacarselo al otro;
- Ordo, juego tradicional de estrategia kirguís con un estilo parecido al tejo;
- Oware, juego de estrategia de la familia de los juegos mancala;
- Pahlavani, lucha tradicional iraní, proveniente de la Persia antigua;
- Pulseadas;
- Salburun, un deporte que mezcla cetrería, tiro con arco montado y caza asistida por perros de raza Taigan;
- Sambo, lucha libre con base en las artes marciales;
- Ssireum, lucha tradicional coreana;
- Sumo, deporte nacional japonés;
- Tiro con arco a distancia, con sus variantes tradicionales coreana, húngara, kirguisa y turca, y las formas montadas kirguisa y turcas;
- Toguz korgool, juego de estrategia kirguís de la familia de los juegos mancala.

## Programa cultural

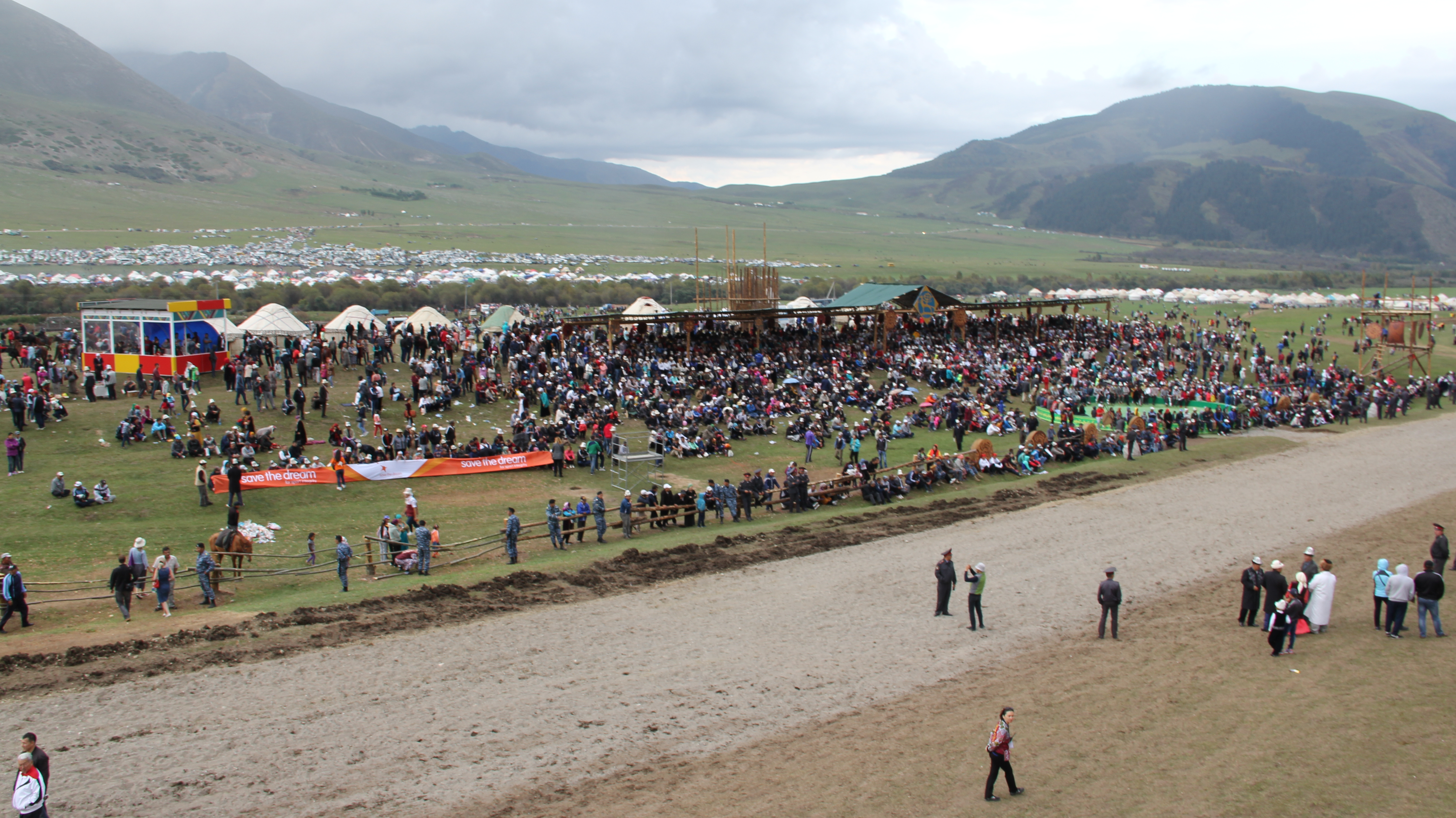
Pueblo nómada en 2016

Los Juegos están rodeados de un programa cultural y étnico. Durante la primera edición de los Juegos, se instaló un pueblo de yurtas y se realizaron eventos culturales no relacionados con las disciplinas de los Juegos, así como otras actividades de entretenimiento.

## Ediciones
| Edición | Año  | País                  | Ciudad       | Deportes |
| ------- | ---- | --------------------- | ------------ | -------- |
| 1.°     | 2014 | Bandera de Kirguistán | Cholpon-Ata  | 10 + 4   |
| 2.°     | 2016 | Bandera de Kirguistán | Cholpon-Ata  | 23       |
| 3.°     | 2018 | Bandera de Kirguistán | Cholpon-Ata  | 37       |
| 4.°     | 2022 | Bandera de Turquía    | Nicea        |          |
| 5.°     | 2024 | Bandera de Kazajistán | Astana       | 21       |
| 6.°     | 2026 | Bandera de Kirguistán | Por anunciar |          |

- El evento de 2020 fue retrasado hasta 2022 como resultado de la pandemia de COVID-19.[3][4]

## Medallero
| Rank                | País                   | Oro | Plata | Bronce | Total |
| ------------------- | ---------------------- | --- | ----- | ------ | ----- |
| 1                   | Kirguistán             | 81  | 77    | 79     | 237   |
| 2                   | Kazajistán             | 40  | 46    | 52     | 138   |
| 3                   | Rusia                  | 29  | 17    | 42     | 88    |
| 4                   | Turkmenistán           | 28  | 8     | 21     | 57    |
| 5                   | Uzbekistán             | 8   | 12    | 29     | 49    |
| 6                   | Irán                   | 6   | 8     | 16     | 30    |
| 7                   | Azerbaiyán             | 5   | 10    | 15     | 30    |
| 8                   | Hungría                | 5   | 4     | 8      | 17    |
| 9                   | Ucrania                | 3   | 7     | 10     | 20    |
| 10                  | Mongolia               | 3   | 6     | 23     | 32    |
| 11                  | Turquía                | 3   | 1     | 3      | 7     |
| 12                  | Tayikistán             | 2   | 4     | 7      | 13    |
| 13                  | Georgia                | 2   | 3     | 3      | 8     |
| 14                  | Serbia                 | 2   | 1     | 1      | 4     |
| 15                  | Antigua y Barbuda      | 2   | 0     | 1      | 3     |
| 16                  | Baskortostán           | 1   | 3     | 6      | 10    |
| 17                  | Tartaristán            | 1   | 2     | 2      | 5     |
| 18                  | Eslovaquia             | 1   | 2     | 0      | 3     |
| 19                  | China                  | 1   | 1     | 8      | 10    |
| 20                  | Lituania               | 1   | 0     | 5      | 6     |
| 21                  | Moldavia               | 1   | 0     | 4      | 5     |
| 22                  | Letonia                | 1   | 0     | 2      | 3     |
| 23                  | Alemania               | 1   | 0     | 1      | 2     |
| 23                  | Bulgaria               | 1   | 0     | 1      | 2     |
| 23                  | Emiratos Árabes Unidos | 1   | 0     | 1      | 2     |
| 26                  | Estados Unidos         | 0   | 3     | 4      | 7     |
| 27                  | Armenia                | 0   | 2     | 2      | 4     |
| 28                  | Polonia                | 0   | 2     | 1      | 3     |
| 29                  | Ghana                  | 0   | 2     | 0      | 2     |
| 30                  | Argentina              | 0   | 1     | 2      | 3     |
| 31                  | Ecuador                | 0   | 1     | 1      | 2     |
| 31                  | Estonia                | 0   | 1     | 1      | 2     |
| 33                  | Bielorrusia            | 0   | 0     | 2      | 2     |
| 33                  | Corea del Sur          | 0   | 0     | 2      | 2     |
| 33                  | India                  | 0   | 0     | 2      | 2     |
| 36                  | Afganistán             | 0   | 0     | 1      | 1     |
| 36                  | Brasil                 | 0   | 0     | 1      | 1     |
| 36                  | Japón                  | 0   | 0     | 1      | 1     |
| 36                  | Noruega                | 0   | 0     | 1      | 1     |
| 36                  | Singapur               | 0   | 0     | 1      | 1     |
| 36                  | Países Bajos           | 0   | 0     | 1      | 1     |
| Totales (41 países) | Totales (41 países)    | 229 | 224   | 363    | 816   |